# 발론 베라미
발론 베라미(알바니아어: Valon Behrami, 1985년 4월 19일 유고슬라비아 미트로비차 ~ )는 스위스의 전 축구 선수이다. 주 포지션인 중앙 미드필더를 비롯해 오른쪽 풀백도 두루 소화하는 멀티 플레이어였다.
코소보 태생이며 어린 시절에 가족들과 함께 스위스로 이주했다. 2010년 FIFA 월드컵에서 베라미는 칠레전에 처음으로 출전했지만 상대팀 선수를 팔로 가격하여 바로 퇴장당했다. 베라미는 2010년 FIFA 월드컵에서는 30분 밖에 뛰지 못한 채 대회를 마쳐야 했다.

## 수상

### 클럽
나폴리
- 코파 이탈리아: 2013–14